# ايجوسي
الايجوسي Egusi هو الاسم الذي يطلق على البذور الغنية بالبروتين لبعض نباتات القرعيات (القرع والبطيخ)، والتي تستخدم بعد تجفيفها وطحنها كمكون رئيسي في مطبخ غرب إفريقيا.

## استعمال
حساء ايجوسي هو نوع من الحساء مكثف بالبذور المطحونة وشائع في غرب إفريقيا، مع تنوع محلي كبير. إلى جانب البذور والماء والزيت، يحتوي حساء ايجوسي عادة على أوراق الخضار وزيت النخيل والخضروات الأخرى والتوابل واللحوم. الخضار الورقية المستخدمة عادة في حساء ايجوسي تشمل نبات المر، أوراق اليقطين، السيلوزيا والسبانخ. تشمل الخضروات النموذجية الأخرى الطماطم والبامية. تشمل التوابل النموذجية الفلفل الحار والبصل وحبوب الجراد. كما يشيع استخدام لحم البقر أو الماعز أو الأسماك أو الجمبري أو جراد البحر.
في نيجيريا، يعتبر ايجوسي شائعًا بين شعب الإيغبو الجنوبي الشرقي، وشعب ايفيك، ايبيبيو وانانغ في جنوب جنوب نيجيريا، والجزء الجنوبي الغربي من نيجيريا من قبل شعب اليوروبا في جنوب نيجيريا. 
في غانا، يُطلق على ايجوسي أيضًا اسم اكاتوا أو اجوشي، وكما هو الحال في نيجيريا يستخدم للحساء،  والأكثر شيوعًا في صلصة بالافير.
في أواخر الثمانينيات من القرن الماضي، مولت حكومة كندا مشروعًا يهدف إلى تطوير آلة لمساعدة الكاميرونيين على تقشير بذور ايجوسي. تم تطوير آلة في نيجيريا تقشير ايجوسي.